# Helena Rasiowa
Helena Rasiowa, poljska matematičarka, * 20. junij 1917, Dunaj, Avstro-Ogrska, † 9. avgust 1994, Varšava, Poljska.
Helena Rasiowa je bila poljska matematičarka. Delala je na temeljih matematike in algebrske logike.

## Zgodnja leta
Rasiowa se je rodila na Dunaju 20. junija 1917 poljskim staršem. Takoj, ko je Poljska leta 1918 postala neodvisna, se je družina ustalila v Varšavi. Zanimala se je od glasbe do poslovnega upravljanjae in seveda za matematiko.
Leta 1938 ni bil najprimernejši čas za vstop na univerzo. Rasiowa je morala prekiniti študij, saj po letu 1939 na Poljskem ni bilo mogoče izvajati izobraževanja. Veliko ljudi je pobegnilo iz Poljske ali pa so odšli iz velikih mest. Družina Rasiowa je tudi pobegnila, saj je bila večina visokih uradnikov in članov vlade bila takrat evakuirana v Romunijo. Družina je eno leto preživela v Lvovu. Po sovjetski invaziji septembra 1939 je mesto okupirala Sovjetska zveza. Življenje mnogih Poljakov je postalo ogroženo, zato se je Helenin oče odločil, da se vrne v Varšavo.

## Akademski razvoj
Na Rasiowo so močno vplivali poljski logiki. Magistrsko nalogo je napisala pod supervizijo Jana Łukasiewicza in Bolesława Sobocińskega. Izbruh varšavske vstaje leta 1944 je povzročil skoraj popolno uničenje Varšave. Rasiowina teza je takrat zgorela skupaj z njeno hišo. Sama je požar preživela z materjo v kleti, ki so jo prekrivale ruševine porušene stavbe.
Po vojni so poljski matematiki začela obnavljati svoje institucije. Tisti, ki so ostali, so začeli obnavljati poljske univerze in znanstvene skupnosti. Eden pomembnih pogojev za to obnovo je bil zbrati vse tiste, ki bi lahko sodelovali pri ponovnem ustvarjanju matematike. Medtem je Rasiowa sprejela učiteljsko mesto v srednji šoli. Tam je spoznala Andrzeja Mostowskega in se vrnila na univerzo. Leta 1945 je znova napisala magistrsko naloog in v naslednjem letu začela svojo akademsko pot kot asistentka na Univerzi v Varšavi s katero je ostala povezana vse življenje.
Na univerzi je leta 1950 pod vodstvom prof. Andrzej Mostowskega pripravila in zagovarjala doktorsko disertacijo Algebraic Treatment of the Functional Calculi of Lewis and Heyting. Ta teza o algebrski logiki je bila začetek njene kariere v Szkoła Lwowsko-Warszawska (šola logike Lwów–Warsaw). Leta 1956 je prejela drugo akademsko diploma doktor nauk (enakovredno današnji habilitaciji) na Inštitutu za matematiko Poljske akademije znanosti, kjer je bila med 1954 in 1957 bila izredna profesorica, leta 1957 pa je postala profesorica, nato pa leta 1967 redna profesorica. Za diplomo je oddala dva prispevka, Algebraic Models of Axiomatic Theories in Constructive Theories, ki sta skupaj tvorila tezo z naslovom Algebraic Models of Elementary Theories and their Applications.

## Dela
- Matematika metamatematike (1963, skupaj z Romanom Sikorskim)
- Algebrski pristop k neklasični logiki (1974)